# ニューランズ決議
ニューランズ決議（ニューランズけつぎ、英語: Newlands Resolution）は、1898年7月4日にアメリカ合衆国議会が可決した、ハワイ共和国を併合するための共同決議である。1900年に米国議会はハワイ準州を設立した。
決議案を作成したのは、民主党のネバダ州選出のフランシス・G・ニューランズ下院議員である。併合は、1898年のフィリピン獲得という同様の問題と並んで、大いに議論を呼ぶ政治課題であった。

## 経緯
1897年、ウィリアム・マッキンリー大統領は、ハワイ共和国の併合条約に署名したが、これはアメリカでは批准されなかった。1898年4月、アメリカはスペインとの米西戦争に突入したが、ハワイ共和国は中立を宣言した。だが、実際には、ハワイはアメリカに多大な支援を行い、戦時中の海軍基地としての価値を示し、中立的でない行動を広くアメリカに認めさせた。反対運動が弱まったハワイは、ニューランズ決議によって、両院の過半数の賛成だけで成立する議会の合同決議で併合された。この法案は民主党員が作成したが、ほとんどの支持者は共和党員であった。下院では209対91（賛成のうち182人が共和党員）で可決され、上院では42対21という3分の2の賛成票で可決、1898年7月4日に承認され、7月7日にマッキンリーが署名した。8月12日、イオラニ宮殿の階段で、ハワイ州の主権が米国に正式に移譲されたことを示す式典が行われた。ハワイ市民の中には、この式典の正当性を認めず、出席しなかった者もいた。
決議により、ハワイで必要とされる法律を制定するため、5人の委員からなる委員会が設立された。
委員会には、サンフォード・ドール準州知事（ハワイ準州選出）、シェルビー・カロム上院議員（イリノイ州選出）とジョン・モーガン上院議員（コロラド州選出）、ロバート・ヒット下院議員（イリノイ州選出）、元ハワイ共和国最高裁長官で後に準州知事となったウォルター・フリア（ハワイ準州選出）が参加した。委員会の最終報告書は議会に提出され、1年以上に及ぶ議論が行われた。
議会からは、ハワイに選挙で選ばれた領土政府を設立することは、非白人が多数を占める州を併合することになるという反対意見が出された。併合により、ハワイ島とアメリカ本土の間での免税貿易が認められたが、これはカラカウア王が1875年にアメリカと交わした互恵通商協定によってほぼ達成されていたものであり、その代替としてアメリカ海軍に真珠湾を海軍基地として長期的に貸出すことになった。
ハワイ準州の設立は、ハワイの主権が衰退していく長い歴史の最終段階であり、ハワイ住民の間でも意見が分かれていた。併合にはポリネシア系住民の一部が反対し、住民投票も行われなかった。米国憲法の下での、ハワイ併合の合法性を巡って、反主権派と主権派の活動家の間で議論が続いている。ハワイ独立運動は、併合を違法と主張している。

## コスト
米国は併合の一環として、400万ドルのハワイの債務を引き受けた。アイオワ大学のデイビット・バーカーは2009年に、「アラスカ購入とは異なり、ハワイは国にとって利益のある土地であり、純税収はほぼ常に非防衛支出を上回っていた」と述べ、併合の内部収益率を15％以上と見積もった。

## 論争
1893年から1898年にかけて、アメリカ国内やハワイでは、併合に賛成する意見と反対する意見が混在していた。歴史学者のヘンリー・グラフは、最初は「国内の世論は同意を示しているようだ。 紛れもなく、アメリカが世界の大国と一緒になって海外の植民地を求めようとする国内の風潮は、大きな力を持って成熟している。」と著した。
1893年3月に就任したグローバー・クリーブランド大統領は、この併合案を撤回した。彼の伝記作家であるアリン・ブロツキーは、「小国に対する不道徳な行為に対するクリーブランドの深い個人的な信念」であったと論じている。
彼は、大国による小国の征服に反対して、サモア諸島のためにドイツに立ち向かったように、ハワイ諸島のために自分の国に立ち向かったのである。彼は、ハワイ併合が避けられない結末を、迎えるのを見守ることもできた。しかし、彼は、弱く無防備な人々が独立を保つための唯一の方法として、大嫌いな対立を選んだのである。グローバー・クリーブランドが反対したのは、併合という考え方ではなく、不法な領土獲得の口実としての併合という考え方であった。
クリーブランドは、この決議に対抗するため南部の民主党員の支持を集めなければならなかった。
彼は、元ジョージア州議会議員のジェームズ・ブラントをハワイへの特別代表として派遣し、調査と解決策の提示を求めた。ブラントは、帝国主義に反対することで知られていた。また、1890年代に南部の黒人の選挙権を廃止した白人至上主義の指導者でもあった。彼は、アジア人が自力で統治できないという理由で、併合を支持するのではないかと推測する人もいた。
しかし、ブラントは帝国主義に反対し、米軍にリリウオカラニ女王の復権を求め、ハワイの原住民には「アジア人のやり方」を続けることを認めるべきだと主張した。
ブラントは、クリーブランドの第1期目にハワイ担当の国務長官トーマス・F・バヤードがハワイで決めた方針を知らなかったようで、バヤードは、アメリカ公使ジョージ・W・メリルに、ハワイで再び革命が起こった場合、アメリカの商業、生命、財産を守ることが最優先であるという指示書を送っていた。バヤードは、指示書に、「ハワイにおける、法の支配と秩序ある政府の尊重のため、必要と判断された場合には、我々の政府船の士官の援助が速やかに提供されるであろう」と明記した。1889年7月、小規模な反乱が発生した際、メリルはアメリカ人を保護するために海兵隊を上陸させたが、これは国務省が明確に承認した行動であった。スティーブンスはこの1887年の指示を読み、1893年にはそれに従った。
クリーブランドやカール・シュルツだけでなく、民主党党首のウィリアム・ジェニングス・ブライアン、実業家のアンドリュー・カーネギー、作家のマーク・トウェイン、社会学者のウィリアム・グラハム・サムナーなど、南北戦争中に生まれた多くの著名な知識人や政治家の意見に耳を傾け、「アメリカ反帝国主義連盟」として組織された全国的な反帝国主義運動が活発に展開された。反帝国主義者たちは、帝国主義は、公正な共和国政府は「統治者の同意」から生まれるという基本原則に反すると考え、拡張に反対した。帝国主義は、独立宣言、ワシントンの告別の辞、リンカーンのゲティスバーグの演説などに示されている、アメリカの自治と不介入の理想を放棄しなければならないと主張していた。
しかし、彼らは、国務長官ジョン・ヘイ、海軍戦略家アルフレッド・セイヤー・マハン、共和党代議士ヘンリー・カボット・ロッジ、陸軍長官エリフ・ルート、そして若き政治家セオドア・ルーズベルトらが率いる、より精力的な帝国主義の勢力を止めることはできなかった。これらの拡張論者には、新聞社のウィリアム・ランドルフ・ハーストやジョーゼフ・ピューリツァーが大衆の興奮を煽って強力にサポートしていた。当時アメリカには、日本がハワイを占領すると、西海岸に深刻な脅威をもたらすという懸念があった。マハンとルーズベルトは、競争力のある近代的な海軍、太平洋の基地、ニカラグアやパナマを経由するイスミアン運河、そして何よりもアメリカが最大の産業国としての役割を主張するという世界戦略を立案した。マッキンリーは、ハワイは単独では存続できず、すぐに日本に吸収されてしまうと考えていた。そうなれば、日本は太平洋を支配することになり、アジアとの大規模な貿易を目指すアメリカの希望を損なうことになると危惧した。